# 페루목화쥐
페루목화쥐(Sigmodon peruanus)는 비단털쥐과에 속하는 남아메리카 설치류이다. 에콰도르와 페루에서 발견된다.

## 분포 및 서식지
해발 1,600m 이하의 태평양 해안 평야와 에콰도르 서부 안데스산맥 구릉 지대와 페루 북서부 지역에서 발견된다. 강가 서식지와 건조림 일차림과 이차림에서 서식한다. 보통 나무 아래와 바위 사이에 둥지를 만든다.